# غلين غاردنر
غلين غاردنر (بالإنجليزية: Glenn Gardner)‏ هو لاعب كرة قاعدة أمريكي، ولد في 25 يناير 1916 في بورنزفيل في الولايات المتحدة، وتوفي في 7 يوليو 1964 في روتشستر في الولايات المتحدة.

## وصلات خارجية
- غلين غاردنر على موقع دوري كرة القاعدة الرئيسي (الإنجليزية)
- غلين غاردنر على موقعبيزبول رفرنس.كوم (الدوري الرئيسي) (الإنجليزية)
- غلين غاردنر على موقعبيزبول رفرنس.كوم (الدوري الثانوي) (الإنجليزية)